# Primo libro di Nefi
Il Primo libro di Nefi (in inglese: The First Book of Nephi, convenzionalmente abbreviato come Primo Nefi e "1 Ne.") è il primo libro del Libro di Mormon; il suo titolo completo è Primo libro di Nefi: il suo regno e il suo ministero. Si tratta di una narrazione in prima persona, che inizia intorno al 600 a.C., di un profeta di nome Nefi; il Secondo libro di Nefi ne costituisce la prosecuzione.

## Narrazione
Il libro inizia nella Gerusalemme dell'epoca di re Sedecia, quando il padre di Nefi, Lehi, ha una visione del Padre, di Cristo e dei dodici apostoli, e gli viene comunicata l'imminente distruzione della città da parte dei Babilonesi. Come conseguenza di ciò, Lehi inizia a predicare il pentimento presso la propria gente ma, come altri profeti di quel periodo, come Geremia, il popolo rigetta i suoi insegnamenti e cerca di ucciderlo mediante lapidazione.
Lehi per ordine divino lasciò Gerusalemme intorno al 600 a.C. con la moglie Saria e i suoi quattro figli (Laman, Lemuele, Sam e Nefi) e figlie (numero imprecisato), portando con sé gli "Annali dei Giudei" presi a Laban.  Un altro ebreo, di nome Ismaele (da non confondersi con Ismaele figlio di Abramo), insieme alla sua famiglia, si unì a Lehi nel suo viaggio. Durante il viaggio i figli di Lehi sposarono le figlie di Ismaele. Lehi e Nefi ebbero una visione degli avvenimenti futuri e della venuta del Messia. Giunti alle "grandi acque", nel luogo chiamato "Abbondanza", Nefi costrui una nave con la quale raggiunsero la terra promessa nel continente americano, intorno al 588 a.C. Qui Nefi ricevette l'ordine da Dio di scrivere le piccole e le grandi tavole.